# 中国科学院自然科学史研究所
中国科学院自然科学史研究所（英語：Institute for History of Natural Sciences, Chinese Academy of Sciences） 简称为中科院自然科学史所，是中国唯一的多学科和综合性的科技史专门研究机构，是世界上重要的中国科技史研究基地，为国务院学位委员会确认的理学“科学技术史”一级学科学位授予点。

## 历史
自然科学史所的前身中国自然科学史研究室，1957年由中国科学院副院长竺可桢创议成立。1975年扩建成为研究所。

## 设置
目前研究所设有中国古代科技史研究室、中国近现代科技史研究室、西方科技史研究室三个研究室，以及中国科学院文化遗产科技认知研究中心、中外科技发展比较研究中心、科技与社会研究中心、科学传播研究中心等，编制规模为97人。拥有1个科技史专业图书馆。研究员中有国际科学史研究院院士或通讯院士3人、国际欧亚科学院院士1人。

## 主办刊物
主办《自然科学史研究》、《中国科技史杂志》和《科学文化评论》三个刊物。2016年8月，科技史外文新刊正式获批。

## 研究方向
自然科学史所学科建设与发展方向正在从中国古代科学技术史向中外近现代科学技术史拓展，积极借鉴哲学、社会学、人类学、心理学、考古学等人文社会科学的方法和理论，鼓励社会史、思想史、文化史取向的科技史研究，开展基于科学技术史的文化遗产认知、科技哲学、科技与社会、科技战略等交叉或应用方向的研究。